# Лицева сітка

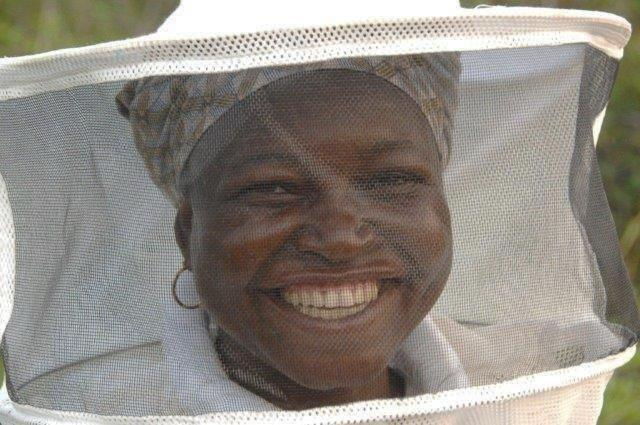
Обличчя африканської пасічниці із лицевою сіткою

Лицева сітка використовується пасічниками для захисту обличчя від ужалень бджолами.
Сітка складається із прозорого матеріалу в лицевій частині (чорного тюлю, дротяної сітки або іншого прозорого матеріалу) та ковпака, на зразок бриля, який зшивають із тканини, наприклад, ситцю. Щоб капелюх тримав форму, а сітка розташовувалася на віддалі від обличчя (близько 10 см), в сітку вшивають каркас із сталевих дротин.
Щоб бджоли не залазили під сітку, її нижню частину заправляють під одяг, або в нижній частині сітки вшивається резинка або шнурок, щоб затягувати нижню частину сітки.